# 马黑木三世
马黑木三世（III. Mahmud，?—?），西喀喇汗国第16代汗，阿里·恰格雷汗的侄子。西喀喇汗国是西辽的属国，阿里·恰格雷汗死后，侄子马黑木三世和儿子馬斯烏德二世争位。最后在西辽的支持下，馬斯烏德二世胜出，夺得汗位。
| 前任： 阿里·恰格雷汗 | 西喀喇汗国可汗 1160年—1161年 | 繼任： 馬斯烏德二世 |